# Douglas Brinham
Douglas Stanley Brinham (* 25. Februar 1934 in Vancouver, British Columbia; † 28. September 2020 in White Rock, British Columbia) war ein kanadischer Basketballspieler.

## Biografie
Douglas Brinham nahm mit der kanadischen Basketballnationalmannschaft an den Olympischen Spielen 1956 in Melbourne teil. Die Mannschaft belegte den neunten Platz. In sechs Spielen erzielte er durchschnittlich 4,8 Punkte und hatte eine Freiwurfquote von 100 Prozent. Bei der Basketball-Weltmeisterschaft 1959 in Santiago de Chile erzielte er durchschnittlich 10,5 Punkten pro Spiel. Brinham, der der Spitznamen „Big Stick“ trug, wurde 2001 als Mitglied der Alberni Athletics in die Basketball Hall of Fame von British Columbia aufgenommen. Er lebte in Nanaimo hatte drei Kinder (Darwin, Leanne, Jason). Wenige Wochen nach dem Tod seiner Frau Naomi im Alter von 65 Jahren am 3. September 2020 verstarb auch Douglas Brinham in White Rock.